# Johnny Gioeli
Johnny Gioeli, nome d'arte di Giovanni Giuseppe Baptista Gioeli (Brooklyn, 5 ottobre 1967), è un cantante heavy metal statunitense.
Attualmente è cantante nel progetto solista del chitarrista tedesco Axel Rudi Pell e di gruppi come Hardline, Accomplice e Crush 40.

## Biografia

### Gli esordi
La carriera musicale di Johnny Gioeli ha inizio nei primi anni ottanta con la formazione della band Phaze assieme al fratello Joey Gioeli. Dopo poco il gruppo si sciolse e Johnny iniziò a suonare la batteria con la band Killerhit nel 1983, all'età di 17 anni, riuscendo ad avere un buon successo ed esibendosi a un paio di concerti nei locali dell'east coast statunitense.
Ritornati a Hollywood, i Killerhit incontrano il cantante dei Poison Bret Michaels, il quale presentò loro Debra Rosner, che divenne la manager del gruppo. Debra consigliò al gruppo di spostare Johnny dalle pelli della batteria al microfono, nel ruolo di frontman, ingaggiando Darek Cava come sostituto.
Il gruppo cambiò anche nome in Brunette e riscosse un buon successo. Nel 1991 però si sciolse.

### Gli Hardline

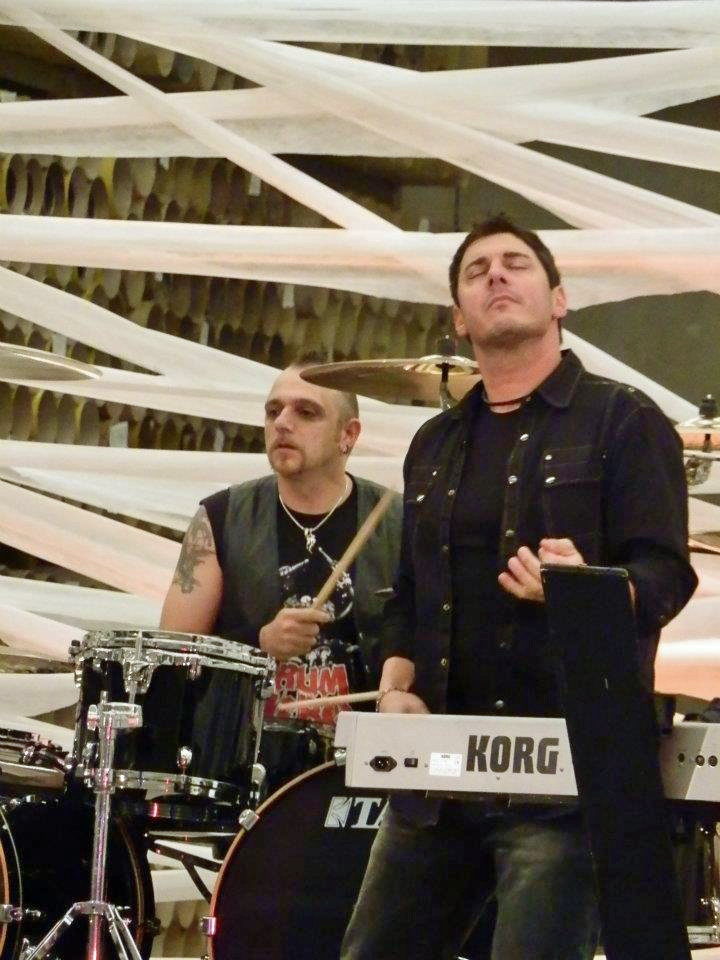
Gioeli e Jovino nel 2012

In quegli anni Johhny stava scrivendo delle canzoni con suo fratello Joey per un album che volevano chiamare Brothers. Dopo aver incontrato Neal Schon, chitarrista dei Journey e all'epoca ragazzo della sorella, quest'ultimo si propose come manager del gruppo, per poi diventarne chitarrista.
La band si denominò Hardline e nel 1992 diede alla luce il primo album, Double Eclipse, con Deen Castronovo alla batteria e Todd Jensen al basso. L'album riscosse un grandissimo successo e assicurò alla band una lunga tournée negli Stati Uniti.
Durante la stesura dei brani per il secondo disco, incominciarono però i primi battibecchi tra il manager e Neal Schon, i quali degenerarono in breve tempo e portarono all'abbandono di Schon e, di conseguenza, in breve tempo allo scioglimento della band.
Solo 10 anni dopo lo scioglimento, Johnny e suo fratello si riunirono e riformarono gli Hardline, questa volta con una nuova formazione che vedeva alla batteria Bobby Rock, alla chitarra Josh Ramos e al basso Christopher Maloney. Nel 2002 fu pubblicato così un nuovo album, intitolato Hardline II, a cui seguì il live CD/DVD Live At The Gods 2002 nel 2003. Dopo alcune altre date, la band si divise nuovamente.
Nel 2009 il gruppo si è poi nuovamente riunito, entrando in studio per registrare un terzo album, a titolo Leaving the End Open. Nel 2012 un cambio di formazione porta Gioeli ad affidarsi al songwriting del tastierista italiano Alessandro Del Vecchio e agli strumenti di Thorsten Koehne (chitarra), Anna Portalupi (basso) e Francesco Jovino (batteria). Con questa line-up viene pubblicato a fine maggio un nuovo album, intitolato Danger Zone.

### Axel Rudi Pell

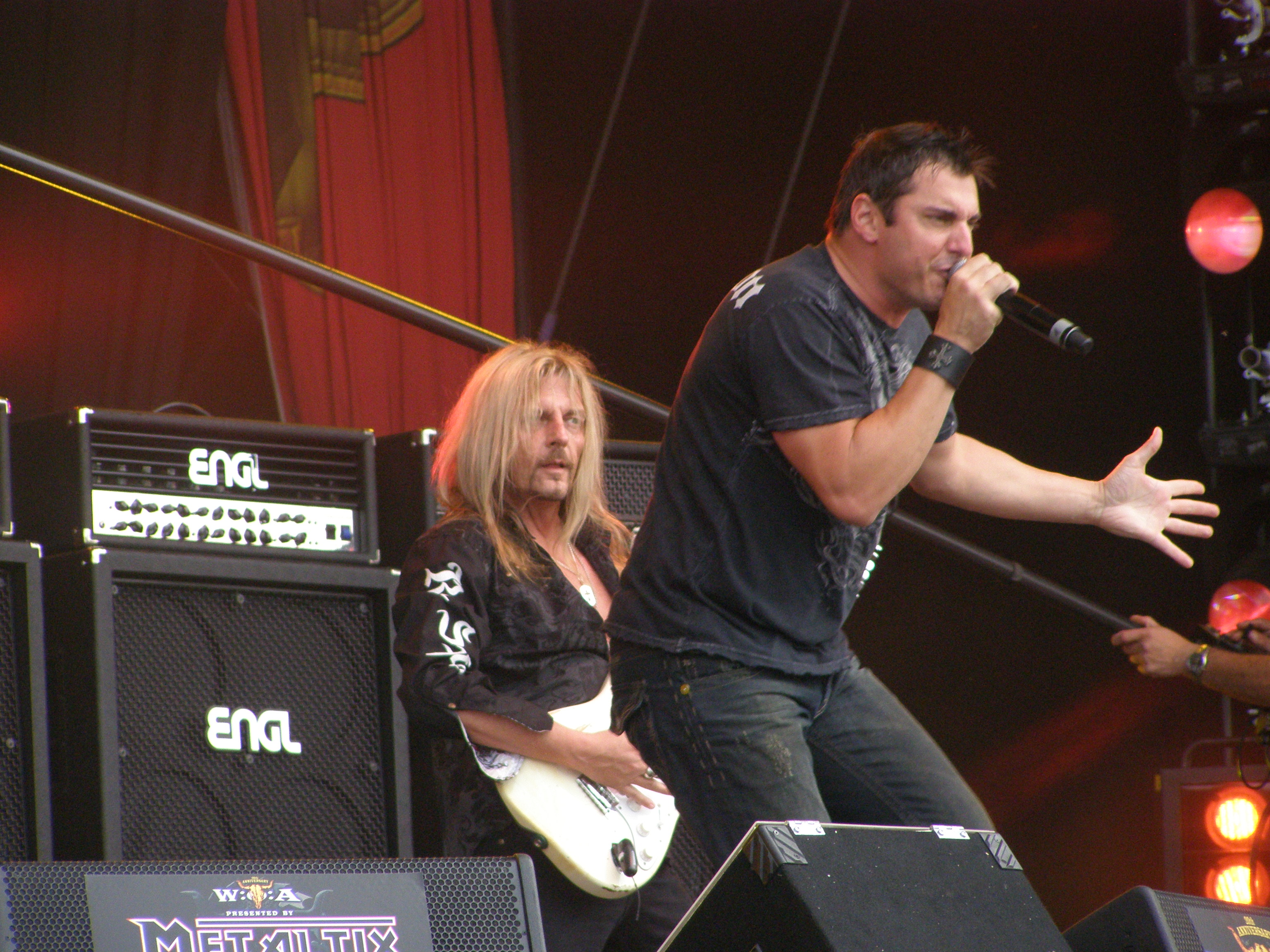
Gioeli e Axel Rudi Pell nel 2009

Intanto, dopo il primo scioglimento degli Hardline, Johhny Gioeli si era ritirato dalla scena musicale. Dopo quasi sei anni di inattività, nel 1998 il chitarrista tedesco Axel Rudi Pell venne a sua conoscenza e lo assunse come cantante per il suo gruppo, dopo che Jeff Scott Soto aveva da poco abbandonato la formazione.
Con la nuova formazione fu pubblicato nello stesso anno il disco Oceans of Time, album che divenne il più venduto della carriera di Axel Rudi Pell. In agosto il gruppo suonò al celebre locale Bochum's Zeche e dopo due giorni calcò il palco del Wacken Open Air Festival 1999 di fronte a 20000 spettatori.
Il successivo disco fu The Masquerade Ball, pubblicato nel 2000., che riscosse ancora un ottimo successo. Nel 2001 il gruppo si esibì al Bang Your Head festival e nello stesso anno fu pubblicato un nuovo album, Shadow Zone, che raggiunse la posizione #22 nelle classifiche tedesche. Le registrazioni del nuovo disco, dal titolo Kings and Queens, iniziarono nell'ottobre 2003 e portarono alla pubblicazione nel marzo 2004, raggiungendo la posizione #40 nella classifica nazionale e #75 in Svezia.
Dopo un 2005 all'insegna dei concerti, nel 2006 fu pubblicato un nuovo album, Mystica, che raggiunse la posizione #27 in Germania e #56 in Svezia. Il tour che seguì fu il più glorioso della storia del gruppo e si prolungò fino a tardo 2007. Nello stesso anno, gli Axel Rudi Pell pubblicarono una raccolta di cover dal titolo Diamonds Unlocked, nella quale eseguirono, tra le altre, Beautiful Day degli U2, Love Gun dei Kiss e In the Air Tonight di Phil Collins. Nell'ottobre 2008 la band pubblicò un nuovo disco dal titolo Tales of the Crown. Ad esso seguì un lungo tour promozionale che ebbe tappe in tutta Europa, e nel 2010 un nuovo album, dal titolo The Crest.
Nel 2011 è il turno del terzo capitolo della saga The Ballads, ovvero la raccolta The Ballads IV, a cui seguirà nel 2012 il nuovo studio album Circle of the Oath.

## Discografia

### Axel Rudi Pell
- Oceans of Time (1998)
- The Masquerade Ball (2000)
- Shadow Zone (2002)
- Kings And Queens (2004)
- Mystica (2006)
- Diamonds Unlocked (2007)
- Tales of the Crown (2008)
- The Crest (2010)
- Circle of the Oath (2012)

### Hardline
- Double Eclipse (1992)
- Hardline II (2002)
- Leaving the End Open (2009)
- Danger Zone (2012)

### Brunette
- Brunette Live 1989 At Key Club & Killerhit Demos (2005)
- Brunette Demos 89/90 & First Brunette Rehearsals (2005)

### Crush 40a.k.a.Sons of Angels
- Sonic Adventure - Open your heart (1998)
- Thrill Of The Feel (2000)
- Sonic Adventure 2 - Live and learn (2001)
- Crush 40 (2003)
- Sonic Heroes – Colonna sonora ufficiale (2003)
- Shadow the Hedgehog (2005)
- Sonic The Hedgehog Vocal Traxx : Several Wills (2006)

### Accomplice
- She's On Fire (2006)

### Altri
- Voices Of Rock - MMVII (2007)